# Megära

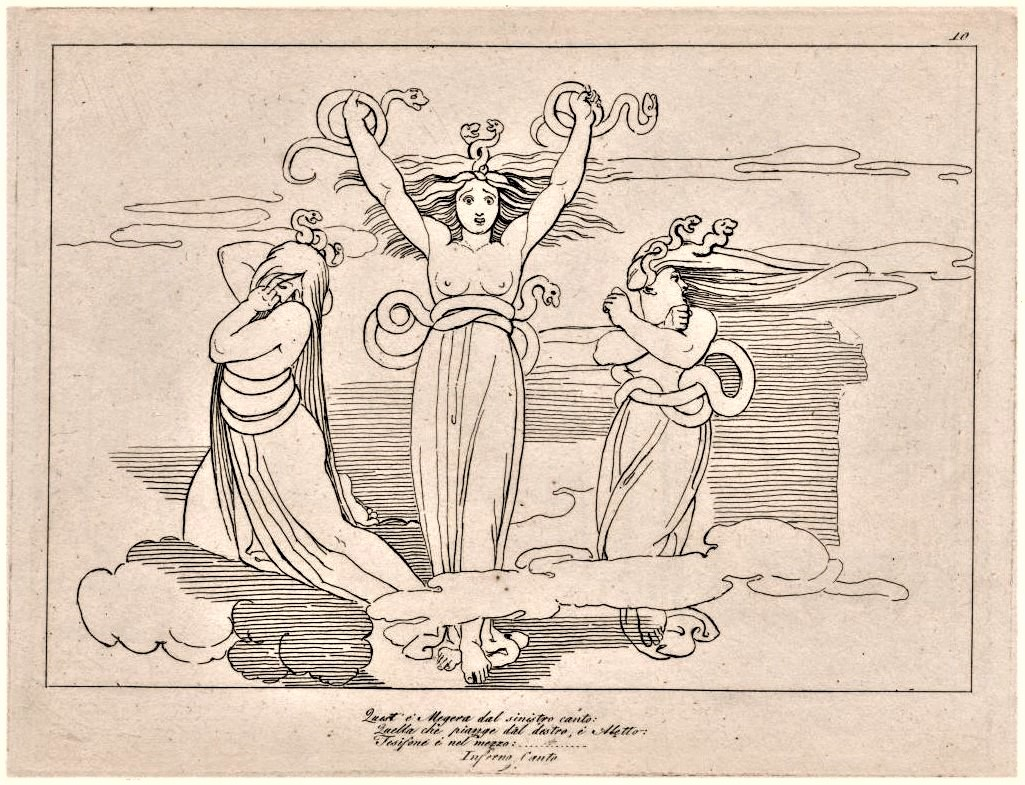
Megära.

Megära (grekiska Μέγαιρα, Megaira) är i grekisk mytologi en av de tre erinyerna, av romarna kallade furierna. 
Megära, den avundsamma och fientliga, bodde tillsammans med sina två systrar Alekto och Tisifone i underjorden och sådde tvedräkt och vrede bland människorna så att de begick överilade och brottsliga gärningar. Megära förföljde dem sedan i outsläcklig hämndlystnad. Hon avbildas ofta med vilt spretande hår och ormar omslingrade kring armarna.
Megära i överförd bemärkelse betecknar en argsint och grälsjuk, ofta något till åren kommen, kvinna.